# Макіґуті Цунесабуро
Цунесабуро Макігучі (牧口 常三郎, 23 липня 1871—1944) — японський педагог, який заснував та став першим президентом Сока Гаккай.
Макігучі народився в маленькому селі Кашівадзакі, префектура Ніїґата, Японія, 23 липня 1871 р. (Місячний календарний день — 6 червня). Усиновлений сім'єю Макігучі, він переїхав на Хоккайдо, найпівнічніший острів Японії, у віці 14 років. Він закінчив нормальну школу в Саппоро (тепер Університет Хоккайдо). Спочатку працював помічником вчителя в початковій школі, пов'язаній з його альма-матер, пізніше викладав в середній школі і працював начальником гуртожитку.
У відповідь на проблеми в системі освіти, що виникли внаслідок прийняття імператорським рескриптом уряду Мейдзі, 18 листопада 1930 р. Макіґуті опублікував перший том «Сіки Киджикугаку Тайкей» («Система педагогіки створення цінності») разом зі своїм близьким другом та учнем Жосей Тода. Пізніше цю дату було прийнято як День заснування Сока Гаккай. Чотиритомна праця, опублікована протягом п'яти років, відображала його думки щодо освіти та пропозиції щодо системних реформ. Замість освіти, яка служить державі, як це втілено в Імператорському рескрипті про освіту, Макіґуті запропонував освіту, орієнтовану на студентів, з метою забезпечення щастя учня.